# Oklepni transporter M113
M113 je družina vojaških polnogoseničnih zračnotransportnih oklepnih transporterjev, ki so namenjene prevozu moštva, določenega tovora in ki imajo vlogo nosilca oborožitvenih sistemov. Prvotno je bil M113 razvit za potrebe padalskih in zračnotransportnih enot, ki so potrebovale oklepno vozilo, ki pa je moralo biti dovolj lahko za zračni transport. Danes so M113 in njene različice v uporabi v več kot 50 državah. Prvotna država uporabnica, ZDA, je M113 začela uporabljati že leta 1961 za potrebe Oboroženih sil ZDA (Kopenske vojske ZDA in Korpusa mornariške pehote ZDA) med vietnamsko vojno. Neuradno ameriško ime za osnovni model je M113 Gavin, po ameriškem generalu Jamesu M. Gavinu, veteranu druge svetovne vojne in poznejšemu vodji Army's Research and Development Corps, ki je razvila dotično vozilo.
Družina teh vozil je tako sposobna omejenega amfibijskega prečkanja jezer in potokov, zmožna vseterenske vožnje in hitre vožnje po utrjenih cestah. Med letoma 1960 in 1992 je bilo izdelanih več kot 80.000 vozil vseh različic, kar postavlja M113 v sam vrh oklepnih transporterjev po številu izdelanih vozil vseh časov. Poleg izvirne vloge oklepnega transporterja je pozneje postal še pehotno bojno vozilo in nosilec različnih oborožitvenih sistemov.

## Zgodovina
Potreba po novem oklepnem vozilu se je pokazala med korejsko vojno, ko je severnokorejska ljudska armada poslala na bojišče svoje tanke. ZDA so odgovorile s prihodom lastnih tankov, a kmalu se je pokazalo, da lahka vojaška vozila niso sposobna dohajati tankov v korejski pokrajini in so tudi neprimerna za bojevanje. Tako se je izrazila želja po lahkem, oklepljenem, goseničnem, zračnoprevoznem oklepnem trasporterju, ki bi bil zmožen prevoza vojakov in vojaške opreme, prečkanja lahkih vodnih ovir (jezer, potokov ...), vseterenske vožnje, hitre vožnje na cesti ter možnost nadgraditve za druge namene. Kopenska vojska ZDA je tako januarja 1956 objavila javni razpis, s katerim bi dobili nova vozila, s katerimi bi zamenjali zastarela M59 in M75.
Vozilo je zasnovalo podjetje Food Machinery Corporation leta 1955 na osnovi koncepta, ki ga je razvilo podjetje Detroit Arsenal. Proizvodnja prve serije 900 vozil se je začela junija 1960. Tako je M113 postalo prvo aluminijasto oklepno bojno vozilo, ki je vstopilo v množično proizvodnjo. Izdelana vozila so bila takoj poslana v Vietnam, kjer so jih množično uporabljali med vietnamsko vojno, ki je predstavljala tako prvo vojno tega vozila; to je bila tudi vojna, kjer so jih najbolj množično uporabljali. Leta 1962 so M113 dobavili tudi južnovietnamski Kopenski vojski Republike Vietnam. Tako so prvič dobavili 32 teh vozil, ki so bila prvotno namenjene za ameriške vojaške enote v Zahodni Nemčiji. Viet Kong, ki je M113 poimenovala zeleni zmaj, je bil sprva popolnoma nepripravljen na boj proti tem oklepnim vozilom, toda kmalu so začeli postavljati razne ovire in pasti ter uporabljati sovjetske netrzajne topove in ročni granatomet|RPG-je]]. Že leta 1965 je tako Viet Kong izdal tudi posebni trenažni priročnik z naslovom Napad na M113 APC. Prvotna različica z enim 12,7 mm mitraljezom in brez oklepne zaščite za strelca se je pokazala za neučinkovito, saj je bil strelec izpostavljen sovražnikovemu ognju. Ta problem so provizorično reševali z ustvarjanjem zaslona z vrečami s peskom.
Ta neučinkovitost se je posebej pokazala januarja 1963, ko je med bitko za Ap Bac padlo 14 južnovietnamskih strelcev. Tako so razvili novo različico M113 AVAC (M113 Armored Cavalry Vehicle), ki je dobila izboljšan oklep, dodali so dva 7,62 mm mitraljeza in zaščitne zaslone za vse strelce. S tem so tudi spremenili namembnost vozila. Prvotno je bil M113 zasnovan kot oklepni transport, v tej različici pa je prevzel vlogo pehotnega bojnega vozila. Običajna posadka M113 AVAC je bila: voznik, poveljnik (strelec na mitraljezu M2HB 12,7 mm), dva strelca na 7,62 mm mitraljezih in dva nosilca streliva, ki pa sta bila oborožena s bombometom M79 40 mm. M113 AVAC je tako imel 3.500 nabojev 12,7 mm, 8.500 nabojev 7,62 mm, 5.000 nabojev 5,56 mm in 150 granat 40 mm. Sam naziv AVAC so skovali pripadniki 11. oklepnega konjeniškega polka, ki so bili prvi opremljeni s to novo različico.
Prva večja nadgradnja samega modela je bila izvedena leta 1964, ko je bilo razvito vozilo M113A1. V njem so zamenjali izvirni bencinski motor z dizelskim, ki je zmogel 212 konjskih moči. Tako so kmalu zatem nastale različice M577A1 in M106A1, kot drugi izpeljanke. Nekatere izpeljanke so temeljile na oklepljenih različicah (npr. M125A1 nosilec minometa in M741 Vulcan zračnoobrambno vozilo), medtem ko so druge temeljile na neoklepljenih vozilih (npr. M548 nosilec tovora, M667 Lance nosilec raket in M730 Chaparral nosilec raket). Februarja 1967 je Kraljeva tajska kopenska vojska poslala 16 svojih M113 (ki jih je predhodno dobila od ZDA v sklopu Military Assistance Program) v Vietnam.
Leta 1972 so Izraelske obrambne sile uvedle M113 v oborožitev pod imenom Bardehlas in takoj postale druga največja država uporabnica (leta 1970 so kupili že prva vozila za preizkušanje). Na višku so tako imeli okoli 6.000 vozil v več različicah in še danes je M113 standardno pehotno bojno vozilo Izraelskih obrambih sil .
Leta 1979 so uvedli nov modernizirani paket sprememb, ki je znan kot A2. Spremembe so temeljile na zamenjavi podvozja in hladilnega sistema. S temi spremembami je M113 postal še bolj priljubljen.
Leta 1981 je Kopenska vojska Združenih držav Amerike začela uporabljati Bradley Fighting Vehicle (različici M2 Bradley in M3 Bradley) in z njima začela zamenjevati M113, ki so bile uporabljene v neposrednih bojnih vlogah (npr. M113 AVAC, M113 APC,...), toda obdržale je tiste, ki izvajajo podporne naloge (nosilci oborožitvenih sistemov, medicinsko-sanitetna vozila, poveljniška vozila ...).
Leta 1985 je zahodnonemški Bundeswehr naročil 4.000 teh vozil v različici M113A2. Z uvedbo drugih bojnih oklepnih vozil (Schützenpanzer Marder in Transportpanzer Fuchs) so osnovne različice postale nepotrebne in so jih spremenili v podporna vozila (nosilci oborožitvenih sistemov ...).
Novejši paket različic je poimenovan A3 RISE (angleško Reliability Improvements for Selected Equipment; slovensko: Izboljšave zanesljivosti za izbrano opremo), ki je bil uveden leta 1987. V paketu so izboljšali pogonski sistem (turbo motor in nov menjalnik), izboljšane voznikove kontrole (nove zavore in izboljšan krmilni sistem), zunanji rezervoar za gorivo in 200 amperov močni alternator s 4 baterijami, možnost namestitve dodatnega zunanjega oklepa,... Sam proces modernizacije M113 Oboroženih sil ZDA v različico M113A3 RISE je bil končan v letu 2006. Ta proces je bil narejen v sklopu odločitve, da bodo M113 ostali operativni do leta 2020.
Leta 1992 se je v ZDA končala serijska proizvodnja vseh modelov M113 za potrebe Oboroženih sil Združenih držav Amerike. Od takrat naprej izdelujejo le dodatno opremo in nadgrajujejo že izdelane. S tem počasi izločujejo ta zastarela vozila, ki pa so se izkazala bolje kot nova vozila v novejših oboroženih konfliktih.
Med letoma 1994 in 2005 je podjetje United Defense izvajalo prenovo vseh vozil M113 v sestavi Oboroženih sil ZDA in sicer je prenovilo 2.500 vozil s hitrostjo vozilo na dan.
Med letoma 1996 in 1999 je Bundeswehr uvedel prvo celovito nadgradnjo vseh vozil M113 Nutzungsdauerverlängerung 1 (kratica NDV 1), s katerim so izboljšali motor, menjalnik in gosenice. Vsa vozila so tako spremenili v različice: Feuerleitpanzer Artillerie(FltPzArt), Feuerleitpanzer Mörser (FltPzMrs), Krankenkraftwagen (KrKw), Schreib-Funk-Panzer HF (SchrFuPz), Minenwurf-Panzer (MiWuPz) und Fahrschulpanzer (Schulpz).
Leta 2000 je bil uveden že četrti izboljšani model, ki je poimenovan ADV Tech Light Armor (angleško Advance Technology Light Armor; slovensko Napredni tehnološki lahki oklep). Glavna izboljšava je oklep, kateri je lažji in bolj odporen proti nabojem večjega kalibra in izstrelkom protioklepnih raketnih orožij.
Leta 2001 je Bundeswehr uvedel drugo celovito nadgradnjo različic M113 (Nutzungsdauerverlängerung 2; NDV 2), ki so imela skupno težo nad 12,5 t (torej različice Panzermörser (PzMrs), Gefechts-Stand-Panzer (GefStdPz), Träger-Fahrzeug RATAC (TrgFz RATAC) in Träger-Fahrzeug-Rechner-Verbund-Artillerie (TrgFzRechnVbuArt)). Vgradili so novi dizelski motor MTU 6V 183TC22 (220 KW/300 PS) z vgrajenim hladilnim sistemom, nov menjalnik, pogonsko verigo, ...
Leta 2002 sta Ministrstvo za obrambo Avstralije in Tenix Defence podpisala pogodbo o nadgradnji 350 avstralskih M113, pri čemer naj bi dodali nov oklep, kupolo, podvozje, gosenice, poleg tega pa naj bil 271 vozil še podaljšali. Projekt LAND 106 se je tako zaključil leta 2006.
Invazija na Irak leta 2003 in poznejša iraška vojna sta pomenila nov mejnik v zgodovini M113, saj so jih začeli ponovno uvajati, potem ko so se HMMWV in Strykerji izkazali za neučinkovito oklepljene proti RPGjem iraškega odporniškega gibanja. Ker je M113 bil tudi premalo oklepljen, so vojaki na bojišču sami razvili novo različico, ki je dobila ime M113A3+ oz. M113 Super Gavin. Od osnovne različice M113A3 se razlikuje po tem, da so na zunanje stranice namestili dodatne proti-RPG zaščitne plošče oz. kovinske mreže, ki povzročijo, da rakete protioklepnega raketnega orožja eksplodirajo predčasno in tako ne predrejo osnovnega oklepa ter uničijo vozila. Ta začasna rešitev, ko so vojaki varili na oklep razne ostanke gradbenega materiala, se je izkazala za uspešno metodo, tako da so kmalu začeli industrijsko proizvajali namensko razvite zaščitne mreže. Maja 2005 je Kopenska vojska ZDA objavila, da bo poslala v Irak dodatno opremljene in oklepljene M113, ki bodo nadomestili humveeje v bojnih nalogah, saj so se le-ti izkazali za neprimerno oklepljene in tako nevarne za vojake.
Marca 2006 sta TACOM in podjetje BAE Systems podpisala 32 milijonov dolarjev vredno pogodbo, po kateri bo BAE Systems opravilo namestitev paketa TAGS na vse M113 ameriške kopenske vojske.

## Proizvodnja
Septembra 1956 je podjetje Food Machinery Corporation (FMC) iz San Joseja (Kalifornija) izdelalo prvih pet prototipov (poimenovani T117), ki so imeli aluminijast oklep in zračno hlajeni motor Continental. Hkrati pa so izdelali tudi pet prototipov (poimenovani T117), ki pa so imeli jekleni oklep in vodno hlajeni motor Packard. Naslednje leto je ATAC začel s preizkušanjem obeh različic. Packardov motor se je izkazal za neprimernega in so ga zamenjali s Ford 368UC, ki pa tudi ni bil ustrezen, saj se je pregreval in za vgradnjo motorja so morali povečati vozilo. Tako so sprejeli aluminijaste oklepe. Ker je bil aluminij lažji, niso potrebovali tako močnih motorjev kot za jeklenooklepna vozila, toda morali so uporabiti trikratno debelino jekla, saj aluminij pri isti debelini ni dosegel istih rezultatov kot jeklo. Tako so pozno v letu 1957 na osnovi rezultatov preizkusov izdelali dva nova prototipa (T113E1 in T113E2), ki sta bila predelana v smislu, da so inženirji spremenili načrte in dele, da so zmanjšali ceno izdelave (in s tem vozila) ter povečali življenjsko dobo. Tako so vgradili nov motor, bencinski Chrysler A710B, ki je postal standardni in menjalnik Allison TX-100. Hladno valjani oklep je bil iz zlitine aluminija, mangana in magnezija. T113E2 je tako postal osnovni model in nastal je M113.
Nekatera tuja podjetja so odkupila licenco in pričela sama proizvajati. Tako je italijansko podjetje Oto Melara izdelalo okoli 5.500 M113 za potrebe Italijanske kopenske vojske in tudi za izvoz.
Danes proizvodnja delov in opreme za M113 oz. celotnih vozil za izvoz poteka pod okriljem podjetja United Defense, ki je del koncerna BAE Systems Land and Armaments.
V 90. letih 20. stoletja je slovensko podjetje Sistemska tehnika d.o.o. izdelovalo torzijske vzmeti za izraelske M113 v sklopu sodelovanja s podjetjem Soltam.

## Zasnova
Osnovna naloga vozila je pripeljati vojake do bojišča, kjer se izkrcajo in nadaljujejo boj peš; to je bil nov koncept t. i. »bojiščnega taksija«. Zaradi enostavne uporabe in zasnove je M113 postal najbolj razširjen in številčen oklepni transporter na svetu, saj ga še zmeraj uporabljajo v več kot 50 državah; vsega skupaj je bilo izdelanih okoli 80.000 vozil vseh različic. Prvotno je bil M113 zasnovan za uporabo v padalskih, zračnoprevoznih, zračnodesantnih in zračnotransportnih enot, a je pozneje izgubil ta namen, saj je postal standardno pehotno oklepno vozilo klasičnih pehotnih, motoriziranih, mehaniziranih in oklepnih enot.
Osnovna oblika M113 je zelo preprosta. Notranjost je razdeljena na strojni del, prostor za posadko vozila (voznik, poveljnik/strelec in še en dodatni strelec), transportni prostor za vojake in rezervoar za gorivo. Zaradi te preproste oblike je M113 dobil tudi vzdevek zabojnik. V poznejših različicah so notranji rezervoar za gorivo, ki je bil glavni razlog za popolno uničenje vozila po zadetku, so ga odstranili in ga zamenjali za dva zunanja rezervoarja, ki so ju pritrdila na zunanja stranico ob vrata.
Največja prednost in hkrati največja pomanjkljivost je material, ki so ga uporabili pri gradnji. Uporabili so kvaliteten letalski aluminij, ki zagotavlja isto moč kot jeklo pri manjši teži. Zaradi majhne teže ne rabi močnega motorja (2 taktni, šestcilindrski), lahko prevaža težek tovor preko zahtevnega terena, je zračnoprevozno in amfibijsko. Toda oklep ne zadrži granat sodobnih protioklepnih raketnih orožij, saj ga lahko prebijejo že izstrelki težkega mitraljeza (današnje verzije imajo ojačan oklep, ki zahteva tudi močnejši motor).
Zaradi natančnega varjenja in gumijaste obloge na odprtinah je vozilo neprodušno zaprto in je tako sposobno zapeljati v vodo. Toda zaradi slabe pogonske moči v vodi vozilo ni zmožno premagovati močnejšega toka, tako da je glede amfibijskega bojevanja omejen. Tako lahko prečka večje površine umirjene vode (npr. jezero), se lahko izkrca blizu morske obale ter prečka potoke oz. manjše, počasi tekoče reke.
Posebnost so tudi gosenice. V primeru, če se poškoduje le en gosenični del oz. gosenice zapustijo normalni tir, je nevarnost, da celotne gosenice izpadejo oz. zablokirajo, kar lahko pri visoki hitrosti privede do prevrnitve vozila na bok in/ali streho. Tako mora voznik, če opazi/začuti poškodbo, pustiti, da se vozilo samo zaustavi in ne sme ustaviti s pomočjo zavor ali nasprotnim vrtenjem gosenic.
Ena poglavitnih prednosti osnovne različice vozila je možnost zračnega prevoza, saj lahko vozilo zapelje brez predpriprav v tovorni prostor transportnega letala C-130 Hercules oz. C-141 Starlifter. Nekatere neoklepljene oz. lahkooklepljene različice so sposobne tudi zračnega desanta s pomočjo velikih padal in tudi posebnih pomožnih blažilnih blazin. Zaradi modernizacije so nekatere poznejše različice nezmožne takšnega transporta, saj je bila povečana teža, višina, dolžina,... vozila.
Osnovna različica vozila ima več odprtin za posadko in transportni oddelek. Voznik ima svojo odprtino, ki služi kot vhod/izhod in za boljše opazovanje okolice med vožnjo. V bojnih razmerah je ta odprtina zaprta in voznik opazuje okolico s pomočjo periskopov. Desno od te odprtine se nahaja še ena manjša odprtina za dostop do motorja. Na sredini vozila se nahajata dve večji strešni odprtini: ena za poveljnika vozila, ki je hkrati tudi strelec 12,7 mm mitraljeza in ena za stranska strelca oz. transportni oddelek. Na zadku vozila se nahajajo glavna vrata za transportni sistem. Nekatere izboljšane različice nimajo več klasičnih vrat, ampak celotna zadnja stranica služi kot hidravlična vrata, ki se odprejo s prelomom na dnu vozila; tako vrata postanejo nakladalna paleta, ki olajša vstop oz. izstop iz vozila. Na sprednji stranici pa se nahaja večja odprtina za dostop do motorja, ki je zavarovana s še eno oklepno ploščo; le-ta se nato odmakne stran oz. popolnoma odstrani za lažji, neoviran dostop do motorja.
Glavno oborožitev vozila je od začetka predstavljal 12,7 mm mitraljez, ki je bil pritrjen na strelski obroč okoli poveljniške odprtine, ki je omogočal 360 º premik mitraljeza. Pozneje so različici M113 AVAC dodali še kupolo za poveljnika, ki je bila oblikovana krožno iz treh oklepnih plošč (osnovna zaščitna plošča mitraljeza in dve stranski plošči). Zadnji del kupole je ostal odprt, saj je vlogo četrte, zadnje stranice kupole opravljala dvignjena loputa poveljniške odprtine. Pri zadnji strešni odprtini za stranska strelca pa so na vsak bok namestili še en 7,62 mm mitraljez, ki pa sta imela le osnovno zaščitno ploščo mitraljeza in sta bila namenjena za bočno obstreljevanje.
- Kupola 12,7 mm mitraljeza različice M113A3 2. bataljona 9. konjeniškega polka
- M901 s dobro vidno sprednjo odprtino in odmaknjeno oklepno ploščo
- Zadek M113A1 - osnovna vrata
- Zadek M163 - hidravlična vrata

## Različice
Vse skupaj je bilo izdelanih okoli 80.000 različic vozila M113, ki so v uporabi še danes. Večina današnjih različic se močno razlikuje od prvotnega modela, toda vse različice temeljijo na istem vozilu iz leta 1955. Nadgradnje in izboljšave so bile nujen korak pri ohranjanju tega vozila v aktivni operativni uporabi, saj so različice v uporabi že več kot 50 let; tako so morali slediti razvoju tehnologije in orožja, da je lahko M113 uspešno kljuboval vsem zahtevam na bojišču.

### Seznam različic
M113 APC
M113 APC (angleško Armored Personnel Carrier; dobesedno Oklepni transporter) je osnovna različica M113, ki je uporabljala bencinski motor in bila oborožena z enim 12,7 mm mitraljezom v posebni kupoli za zaščito poveljnika vozila, ki je upravljal z mitraljezom.
M113 ACAV
M113 ACAV (angleško Armored Cavalry Vehicle; slovensko Oklepno konjeniško vozilo) je modernizirana različica M113 APC, ki so ga uporabljali Američani med vietnamsko vojno in predstavlja eno najpomembnejših različic M113. Potreba po bolje oklepljenem se je pokazala po bitki za Ap Bac januarja 1963, ko je med bitko padlo 14 upravljalcev 12,7 mm mitraljeza. M113 ACAV je tako dobila dodan krožni oklep/kupolo, ki je ščitila strelca z 12,7 mm mitraljezom ter dodana še dva 7,62 mm mitraljeza M60, ki sta bila nameščena na boku in opremljena z manjšim, enostranskim oklepom. S tema dvema mitraljezoma je opravljala enota, ki je bila v transportnem oddelku.
M58
M58 je različica M113, ki ima vgrajen generator dima M56. Glavni namen tega vozila je prekriti bojišče z gostin dimom in tako prikriti premike lastnih vojakov po bojišču.
M106
M106 je različica M113, ki ima v transportnem delu nameščen minomet 107 mm. Zaradi tega je posadka vozila povečana na pet oseb in ne opravlja naloge oklepnega transporterja.
M113A4 AMEV
M113 AMEV (angleško Armored Medical Evacuation Vehicle; slovensko Oklepno sanitetno evakuacijsko vozilo) je sanitetno vozilo na osnovi M113. Prvi prototip je leta 1997 sodeloval na posebni vaji, kjer so tovrstno vozilo potrdili in ga poslali v serijsko proizvodnjo. Posadko sestavljata voznik in bolničar; transportni prostor lahko sprejme 4 težke (ležeče) ali 8 lahkih (sedečih) ranjencev (oz. kombinacijo; npr. 2 ležeča in 4 sedeči). vozilo je opremljeno z dušilcem zvoka motorja, sisteme za vzdrževanje življenjskih funkcij in samostojni, nadtlačni prezračevalni sistem s posebnimi zračnimi filtri.
M125
M125 je različica M106, le da ima nameščen 81 mm minomet.
M157
M157 je izboljšana različica M58.
M548
M548 je neoklepljena različica M113, ki je namenjena prevozu tovora. Kabina sprejme 4 osebe, medtem ko se lahko v tovorni del naloži 6-tonski tovor. V različici M548A3 ima posadko le dveh vojakov.
M577
M577 je poveljniška različica M113. Povečali so moč električne napeljave za vse naprave (radio,...) in samo prostornino vozilo za eno petino, dodali možnost dodatnega zunanjega šotora, vgradili nadomestni električni generator. vozilo sprejme 8 oseb, je zračnoprevozno (C-141, C-130), toda ni zračnodesantno. Lahko se spremeni v kirurško vozilo.
M730
M730 Chaparral je različica M113, ki je nosilec protiletalskega raketnega sistema M54A2 Chaparral.
M901
M901 ITV (Improved TOW Vehicle) je različica M113, ki je opremljena z protioklepni raketnim sistemom I-TOW. Lanser je vgrajen na dvižni ročki, ki se vrne v predelan transportni del, kjer ga posadko napolni, ne da bi zapustila vozilo. vozilo ima posadko treh oseb in možnost shranjevanja 10 raket.
M981
M981 FISTV (angleško Fire Support Team Vehicle; slovensko Vozilo skupine za ognjeno podporo) je izvidniško vozilo, katerega namen je opazovanje bojišča in sporočati koordinate potencialnih ciljev artileriji. Lasersko-namerilni sistem uporablja in je podoben dvižnemu sistemu na M901, kar so naradili zaradi tega, da tako vozilo ne bi izstopalo in pritegnilo sovražnega ognja.
M1059
M1059 je izboljšana različica generatorja dima M157.
M1064
M1064 je različica M106, le da ima nameščen 120 mm minomet.
M1068
M1068 SICPS (angleško M1068 Standard Integrated Command Post System; slovensko M1068 Standardni integrirani poveljniški sistem) je izboljšana različica M577. Novo poveljniško vozilo ima zdaj le štiričlansko posadko, saj so vgradili nove informacijske sisteme, ki so nujni za obladovanje bojišča.
XM1108
XM1108 Universal Carrier (slovensko Univerzalni nosilec) je čisto nov tip vozila. Podvozje in zadnji, transportni del so prevzeli po M113. Podaljšali so dolžino za še eno nosilno kolo (zdaj 6) in odstranili oklep transportnega dela. Kabina je vzeta iz MLRSa in sprejme 3 osebe. XM1108 naj bi služil kot visokozmogljivo tovorno vozilo (6,8 t] ali pa kot nosilec različnih oborožitvenih sistemov (npr. Hellfire, Avenger, Chaparral,...).
M113 MTVL
M113 MTVL (angleško Mobile Tactical Vehicle Light; slovensko Lahko mobilno taktično vozilo) je podaljšana verzija M113 (za 86 cm in dodatno nosilno kolo).
M113 ESV
M113 ESV (angleško Engineering Squad Vehicle; slovensko Vozilo inženirskega oddelka) je inženirska različica M113, ki lahko sprejme 8 inženircev z vso opremo. vozilo ima možnost namestitve dodatne inženirske opreme (vitle, razstreljevalni topovi,...); zaradi prenovitve ima oklep primeren z M2 Bradley in terensko mobilnost s tankom M1 Abrams.
M113 HAZMAT
M113 HAZMAT (angleško Hazardous Materials Recovery Vehicle; slovensko Vozilo za odstranitev nevarnih materialov) je posebna inženirska različica M113, ki je namenjena odstranjevanju nevarnih materialov (neeksplodirane granate, radiološko onesnaženo orožje,...). vozilo je opremljeno z hidravlično roko, samostojnim notranjim prezračevalnim sistemom, RKBO zaščito, okrepljenim oklepom,..., toda še zmeraj ima vse značilnosti osnovnega modela.
M113 IFVL
M113 IFVL (angleško Infantry Fighting Vehicle Light; slovensko Lahko pehotno bojno vozilo) je nadgrajena različica M113, ki ima nadgrajen oklep in dodano kupolo, v kateri sta nameščena 25-mm verižni top in sovprežni 7,62 mm mitraljez. Posadka obsega 2-3 člane, medtem ko je v transportnem delu prostora za 10 vojakov.
M114
M114 Command and Reconnaissance Carrier (slovensko Poveljniški in izvidniški nosilec) je različica M113, ki je bila namenjena kot poveljniško in izvidniško vozilo. Uvedeno je bilo leta 1962. Že naslednje leto (1963) so M114 izboljšali tako, da je lahko vozilo nosilo 12,7-mm mitraljez. Danes je to vozilo zastarelo in ga je zamenjal M3 CAV. Posadka je štela 3 vojake.
M132 Zippo
M132 Zippo je vozilo-plamenometalec, ki je bilo uvedeno leta 1964. Kupola vozila je bila zamenjana s plamenometalcem, ki je uporabljal štiri 190-litrske rezervoarje. 760 l goriva je tako zadoščalo za 32 s in plamen je lahko dosegel 200 m oddaljeno tarčo.
M163
M163 VADS (angleško M163 Vulcan Air Defense System; slovensko M163 zračnoobrambni sistem Vulcan) je različica M113, ki je opravljala nalogo nosilca 20mm krožnega topa M61, proizvajalca General Dynamics in bila uvedena v 1960. letih. Leta 1984 so različico začeli nadgrajevati v M163 PIVADS (angleško Product Improved Vulcan Air Defence System; slovensko Izboljšani proizvod zračnoobrambni sistem Vulcan); dodali so daljinski radar in izboljšali doseg orožja na 2.600 m.
M247
M247 Sgt. York DIVAD (angleško M247 Sgt. York Division Air Defence gun; slovensko M247 Nar. York Divizijski zračnoobrambni top) je bila različica M113, ki je opravljala nalogo nosilca zračnoobrambnega raketno-topovskega oborožitvenega sistema, ki naj bi zamenjal protiletalski top M163 20mm Vulcan in raketni sistem M48 Chaparral. M247 ni postal operativen in tako je bilo izdelanih le nekaj poskusnih vozil.
M579
M579 Fitter Repair Vehicle je različica M113, ki je opremljena z žerjavom, ki je tako namenjena za inženirsko in/ali logistično uporabo.
M1015
M1015 Electronic Warfare Shelter Carrier (slovensko M1015 Nosilec zabojnika za elektronsko bojevanje) je neoklepljena različica M113, ki je bila namenjena nošenju zabojnika, v katerem je bila nameščena elektronska oprema. Bilo je izdelanih le nekaj sto teh različic.
M113 ABRA
M113 ABRA (nemško M113 Artilleriebeobachtungsradar; slovensko M113 Artilerijski namerilni radar) je različica M113, ki je bila razvita v nemškem Bundeswehru za potrebe tankovsko-artilerijskih bataljonov, ki so rabili vozilo za iskanje ciljev in usmerjanje ognjene podpore. Tako je bilo med letoma 1976 in 1978 predelanih 62 vozil, na katere so namestili nemško-francoski radar RATAC.
M113 Panzermörser 120mm
M113 Panzermörser 120mm (slovensko M113 Tankovski minomet 120 mm) je različica M113, ki je v uporabi Bundeswehra kot nosilec minometa 120 mm TAMPELLA (druga oborožitev posadke obsega: 1 mitraljez MG3A1 7,62 mm, 4 juriške puške G36 5,56 mm, 1 pištola MP2 9 mm in 2 Panzerfausta 3) za potrebe tankovsko-artilerijskih enot.
M113FüFu
M113 Führungs- und Funkfahrzeug (slovensko M113 Poveljniško in komunikacijsko vozilo) je različica M113, ki temelji na M113A2 in je bila razvita za potrebe Bundeswehra, ki je potrebovala poveljniško in komunikacijsko vozilo za lastne tankovske enote. Posadko sestavljajo trije vojaki (voznik, poveljnik in vezist).
Minenwurfsystem Skorpion
Minenwurfsystem Skorpion (slovensko Lanserni sistem min Škorpijon) je različica M113, ki je bila razvita za potrebe Bundeswehra in je namenjena mehanskemu raznosu min. Tako lahko eno vozilo položi 600 min v 5 minutah na površini 1.500x50 m. Med letoma 1986 in 1988 je bilo izdelanih 300 takih vozil.
NM-142
NM-142 je norveška različica M113A2, ki je bila spremenjena v nosilec šestih lanserjev protioklepnega raketnega sistema TOW. Izdelanih je bilo 97 vozil, ki pa so bila leta 2005 izločena iz uporabe in posledično razrezana.
NM135
NM135 je norveška različica M113, ki je bila spremenjena v nosilec avtomatskega topa 20 x 139 mm Rheinmetall mk20. Vozila so bila izločena leta 1999, ko jih je zamenjal CV9030N.
M113A3 M/R
M113A3 Maintenance/Recovery (slovensko M113A3 Vzdrževanje/Reševanje) je različica M113, ki jo izdeluje podjetje BAE Systems in je opremljena s 20.000-funtnim vitlom ter 3.000-funtnim žerjavom.
EIFV
EIFV (angleško Egyptian Infantry Fighting Vehicle; slovensko Egiptovsko pehotno bojno vozilo) je različica M113, ki jo izdeluje podjetje BAE Systems za potrebe Egiptovskih oboroženih sil. Vozilo upravlja posadka treh vojakov, medtem ko je v transportnem delu prostora še za šest vojakov. EIFV je opremljeno s kupolo, v kateri se nahaja 25mm verižni top in dvocevni lanser TOW.
MTVE
MTVE (angleško Mobile Tactical Vehicle-Engineer; slovensko Mobilno taktično vozilo-inženir) je podaljšana in izboljšana različica MTVL, ki jo izdeluje podjetje BAE Systems.
MTVR
MTVR (angleško Mobile Tactical Light Recovery Vehicle; slovensko Mobilno taktično lahko reševalno vozilo) je različica M113, ki jo izdeluje podjetje BAE Systems in je namenjena reševanju ostalih vozil iz bojišča.
MTVC
MTVC (angleško Mobile Tactical Vehicle-Cargo; slovensko Mobilno taktično vozilo-tovor) je podaljšana in izboljšana različica M548, ki jo izdeluje podjetje BAE Systems.
M113A3+
M113A3+ (tudi M113 Super Gavin) se od osnovne različice M113A3 razlikuje po tem, da so na zunanje stranice namestili dodatne proti-RPG zaščitne plošče oz. kovinske mreže, ki povzročijo, da rakete protioklepnega raketnega orožja eksplodirajo predčasno in tako ne predrejo osnovnega oklepa ter uničijo vozila.
SLUFAE
SLUFAE (angleško Surface Launched Unit, Fuel Air Explosive; slovensko Zemeljsko izstrelitvena enota, Zračna eksplozija gorivoa) je različica M548, ki deluje kot nosilec 30-cevnega lanserja oklepnih raket, ki so namenjene čiščenju/odstranjevanju minskih polj. Rakete eksplodirajo v zraku, pri čemer se ustvari močan tlak, ki nato sproži mine. Različico sta razvila Kopenska vojska ZDA in Vojna mornarica ZDA kot raziskovalni projekt, ki pa ni prišel v aktivno uporabo.
M113 HVMS
M113 HVMS (angleško Hyper Velocity Medium Support; slovensko Srednjepodporni visokohitrostni) je različica M113, ki je hibrid oklepnega transporterja in lahkega tanka, saj so vozilu odstranili primarni 12,7 mm mitraljez ter ga zamenjali s 60 mm HVMS topom. Različico je razvila IMI. Vozilo ima stalno posadko 3 vojakov in transportni prostor za 6 vojakov. Oborožena je z enim 60 mm topom in dvem 7,62 mm mitraljezoma; skupaj ima vozilo 80 granat 60 mm in 4.000 nabojev 7,62 mm. Vozilo doseže težo 14 ton.
Zelda
Zelda je izraelska različica M113, ki je bila uvedena leta 1982, tik pred operacijo Mir za Galilejo. Od osnovne različice se razlikuje v tem, da so na levo, desno in sprednjo stranico pritrdili dodaten oklep, ki pa je bil okoli 250 mm oddaljen od osnovnega oklepa. To je bilo narejeno kot zaščita pred raketami RPGjev, ki so drugače brez težav prebile osnovni oklep in uničile vozilo.
Zelda 2
Zelda 2 je izboljšana različica Zelde, ki temelji na primarnem prevlečnem oklepu, ki zaščito vozilo pred protioklepnim raketnim orožjem Spigot, Sagger in Milan.
L-VAS
L-VAS (angleško Light Vehicle Armour System; slovensko Lahki oklepni sistem vozila) je še ena izraelska nadgradnja M113, pri čemer se vozilo doda dvotonski paket dodatnega oklepa, ki tako lahko vozilo zaščiti pred raketami RPG-7V in Sagger, 14,5 ter 20 mm oklepnoprebojnimi naboji in šrapneli 155 mm artilerijske granate. Cena nadgradnje je 75.000 USD na vozilo.
Nagman
Nagman je predelana različica Zelde, ki ima popolnoma predelano superstrukturo vozila. Tako je kupola 12,7 mm mitraljeza popolnoma zaprta in zagotavlja zaščito iz vseh strani (pri M113 AVAC je bil hrbet strelca izpostavljen) ter dodane so dodatne oklepne plošče na strehi vozila za druge strelce. To vozilo ni primarno namenjeno transportu, ampak deluje kot patruljno vozilo v urbanih naseljih.
Kasman
Kasman je predelana različica Zelde, ki ima popolnoma predelano superstrukturo vozila. Odstranjena je osnovna kupola, ki jo je zamenjala kabina, ki tako prokriva vse strešne odprtine na vozilu. Stene in streha kabine so iz oklepa, medtem ko ima še neprebojno steklo za opazovanje okolice in šest strelnih odprtin. To vozilo je primarno namenjeno za nadzoranje demonstracij.
Mugaf
Mugaf je izraelska različica M577 poveljniškega centra, ki pa je opremljena z boljšim oklepom in je tudi višja (notranj višina je tako 189,9 cm).
Shilem
Shilem je izraelska neoklepljena različica M113, ki deluje kot nosilec radarja EL-M-2310 za potrebe artilerijskih enot.
Alfa
Alfa je izraelska neoklepljena različica M113, ki je namenjena transportu tovora (primarno granate za artilerijska orožja).
Hatap
Hatap je izraelska podporna različica M113, ki je namenjena popravilu ostalih M113. Posadko tako sestavljajo mehaniki, električarji,... in vozilo s seboj vozi zalogo nadomestnih delov. Ta različica ni opremljena z vitli oz. žerjavom, kot je ameriški M113A3 M/R.
Hovet
Hovet je izraelska različica ameriškega M163, ki pa je doživela polno operativno uporabo.
Machbet
Machbet je izboljšana izraelska različica Hoveta, ki ima poleg 20 mm topa Vulcan tudi štiri lanserje protiletalskih raket Stinger ter radar. Različica je v operativni uporabi od leta 1997 in se je zelo izkazala, tako da Izraelske obrambne sile načrtujejo nadgradnjo vseh Hovetov v Machbete.
Giref
Giref je izraelska protioklepna različica M113. Za razliko od ameriškega M901, ki ima premičen in uvljačljiv večcevni lanser, ima Giref na strehi stalno pričvrščen enocevni lanser raket TOW.

### Osnovne različice
M113A1
M113A1 je bil prvi splošni paket izboljšav, v katerem je največja spremeba zamenjava izvirnega bencinskega motorja z dizelskim, ki je zmogel 212 konjskih moči.
M113A2
M113A2 označuje paket sprememb, ki so temeljile na zamenjavi podvozja in hladilnega sistema.
M113A3 RISE
M113A3 RISE je tretji paket sprememb, v katerem so izboljšali pogonski sistem (turbo motor in nov menjalnik), izboljšane voznikove kontrole (nove zavore in izboljšan volan), zunanji rezervoar za gorivo in 200 amperov močni alternator s 4 baterijami, možnost namestitve dodatnega zunanjega oklepa,...
M113 ADV Tech Light Armor
M113 ADV Tech Light Armor je četrti paket sprememb, ki je temeljil na zamenjavi in s tem izboljšanju oklepa.

### Primerjalna tabela
| Primerjalna tabela med osnovnimi 4 različicami | Primerjalna tabela med osnovnimi 4 različicami | Primerjalna tabela med osnovnimi 4 različicami | Primerjalna tabela med osnovnimi 4 različicami | Primerjalna tabela med osnovnimi 4 različicami |
| Različica                                      | M113                                           | M113A1                                         | M113A2                                         | M113A3                                         |
| ---------------------------------------------- | ---------------------------------------------- | ---------------------------------------------- | ---------------------------------------------- | ---------------------------------------------- |
| Leto uvedbe                                    | 1960                                           | 1964                                           | 1979                                           | 1987                                           |
| Osnovna teža (lbs)                             | 20.310                                         | 21.474                                         | 21.608                                         | 23.575                                         |
| Bojna teža (lbs)                               | 23.520                                         | 24.594                                         | 24.728                                         | 27.000                                         |
| Najvišja hitrost (mph)                         | 37                                             | 37                                             | 37                                             | 41                                             |
| Osnovni doseg (milj)                           | 200                                            | 300                                            | 300                                            | 300                                            |
| Vrsta motorja                                  | bencinski motor                                | dieselski motor                                | dieselski motor                                | dieselski motor                                |
| Moč motorja (KM)                               | 209                                            | 212                                            | 212                                            | 275                                            |
| Razmerje moč/teža (KM/t)                       | 17,8                                           | 17,2                                           | 17,1                                           | 20,4                                           |
| Pospešek (0-20 mph/s)                          | 12,0                                           | 10,5                                           | 11,0                                           | 7,8                                            |
| Radij obračanja (in)                           | 276                                            | 168                                            | 168                                            | na mestu                                       |
| Prečkanje jarka (in)                           | 66                                             | 66                                             | 66                                             | 66                                             |
| Naklon strmine (%)                             | 60                                             | 60                                             | 60                                             | 60                                             |
| Stranski naklon (%)                            | 30                                             | 30                                             | 30                                             | 30                                             |
| Talni pritisk (psi)                            | 7,6                                            | 7,8                                            | 7,9                                            | 8,6                                            |

## Uporabniki
M113 oz. njene različice uporabljajo naslednje države v sestavi oboroženih sil, policije oz. drugih služb : 
- Argentina (Argentinska kopenska vojska; 450[58] oz. 470[59]),
- Avstralija (Avstralska kopenska vojska; 2006: 700 vozil oz. 771[58]),
- Bahrajn (220[58])
- Belgija (Belgijska kopenska vojska; 2001: 329[60] oz. 434[58]),
- Bolivija (Bolivijska kopenska vojska - 50[58] oz. 60[59]),
- Brazilija (Brazilska kopenska vojska: 584[58] oz. 598[59]; Mornariška pehota Brazilije: 30[59]),
- Čile (Čilska kopenska vojska: 427,
- Danska (2006: 738 vozil[61]),
- Demokratična republika Kongo (12[58]),
- Egipt (Egiptovska kopenska vojska: 2.000[62]),
- Ekvador (Ekvadorska kopenska vojska: 20[63]),
- Etiopija (5[58]),
- Filipini (100[58]),
- Grčija (Grška kopenska vojska, 2001: 1.669 329[60] oz. 1.700[58]),
- Gvatemala (Gvatemalska kopenska vojska: 10[63]),
- Haiti (Narodna policija Haitija[64],
- Irak (Nova iraška kopenska vojska; 2006: 180 vozil [65]),
- Iran (sprva Imperialna iranska kopenska vojska, danes pa Islamske iranske kopenske sile: 300[58]),
- Italija (Italijanska kopenska vojska; 2006: 2.520 vozil),
- Izrael (Izraelske obrambne sile: 6.000[58]),
- Jemen (60[58]),
- Jordanija (1.300[58]),
- Južna Koreja (560[58]),
- Kambodža (Kraljeva kamboška kopenska vojska: 50[58]),
- Kanada (1.045 vozil[66] oz. 1.214[58]),
- Kolumbija (Kolumbijska kopenska vojska: 74 [59] oz. 80[58]),
- Kostarika (Policija Kostarike),
- Kuvajt (108[58]),
- Laos,
- Libanon (Libanonska kopenska vojska: 867[58]),
- Libija (40[58]),
- Litva (200[58]),
- Maroko (440[58]),
- Nemčija (Bundeswehr; 2001: 2.109[60] oz. 2.500[58]),
- Nizozemska (Kraljeva nizozemska kopenska vojska, Nizozemska policija; 2006: 1600 vozil YPR-765),
- Nova Zelandija (od leta 2004 vsi neoperativni in v rezervi: 780[58]),
- Norveška (Norveška kopenska vojska; 2001: 53 NM-135 in 109 M113[60] oz. 670[58]),
- Pakistan (Pakistanska kopenska vojska: 1.600[58]),
- Peru (Perujska kopenska vojska: 130[58] oz. 300[59]),
- Poljska (Poljska kopenska vojska: 56,
- Portugalska (Portugalska kopenska vojska; 2001: 249[60] oz. 534[58]),
- Republika Kongo (12[58]),
- Salvador,
- Saudova Arabija (Kraljeva savdska kopenska vojska, Savdska nacionalna garda: 1.700[58]),
- Singapur (Singapurska kopenska vojska: 1.000[58]),
- Somalija (50[58]),
- Sudan (36[58]),
- Španija (Španska kopenska vojska; 2001: 1.311[60] oz. 1.700[58]),
- Švica (vsi M113 so v rezervi. Leta 2006 je Švica prodala 180 M113 Iraku; skupaj jih ima 1.475[58]),
- Tajska (Kraljeva tajska kopenska vojska: 430[58]),
- Tajvan (Kopenska vojska Republike Tajvan; 2006: 650[67] oz. 800[58]),
- Tunizija (140[58]),
- Turčija (Turška kopenska vojska; 2001: 2.813[60] oz. 3.000[58]),
- Urugvaj (Urugvajska kopenska vojska: 15[63]),
- Vietnam (sprva Kopenska vojska Republike Vietnam, danes pa Ljudska armada Vietnama: 100[58]) in
- ZDA (NASA (1[68]), Tucson Police Department (2[69]), Kopenska vojska ZDA in Nacionalna garda ZDA (2001: 15.200[60] oz. 25.000[58]).